# Euxoa lewisi
Euxoa lewisi är en fjärilsart som beskrevs av Augustus Radcliffe Grote 1873. Euxoa lewisi ingår i släktet Euxoa och familjen nattflyn. Inga underarter finns listade i Catalogue of Life.